# Удельмон
Удельмо́н (фр. Houdelmont) — коммуна во французском департаменте Мёрт и Мозель, региона Лотарингия. Относится к  кантону Везелиз.

## География
Удельмон расположен в 19 км к югу от Нанси в исторической области Сентуа. Соседние коммуны: Пьервиль на северо-востоке, Пюллиньи и Отре на востоке, Паре-Сен-Сезер на западе.

## Демография
Население коммуны на 2010 год составляло 239 человек.
| 1962 | 1968 | 1975 | 1982 | 1990 | 1999 | 2010 |
| ---- | ---- | ---- | ---- | ---- | ---- | ---- |
| 148  | 158  | 175  | 202  | 189  | 191  | 239  |